# البیر الجدید
البیر الجدید (به فرانسوی: Bir Jdid) یک منطقهٔ مسکونی در مراکش است که در استان الجدیده واقع شده‌است. البیر الجدید ۱۵٬۲۶۷ نفر جمعیت دارد.